# Koperszadzki Zwornik
Koperszadzki Zwornik (słow. Jahňací uzol) – niepozorne wzniesienie w Koperszadzkiej Grani, północno-wschodniej grani Jagnięcego Szczytu w słowackiej części Tatrach Wysokich. Jest położony w grani głównej Tatr i ma wysokość ok. 1900 m. Stanowi zwornikowy, północno-wschodni wierzchołek Koperszadzkiej Czuby – pierwszego od dołu wybitniejszego szczytu w Koperszadzkiej Grani. W stronę północno-wschodnią dalsza część Koperszadzkiej Grani opada na szeroką Przełęcz pod Kopą, będącą granicą między Tatrami Wysokimi a Bielskimi.
W kierunku północno-zachodnim kierunku odchodzi od Koperszadzkiego Zwornika boczny grzbiet – Kudłaty Dział. Główna grań Tatr biegnie dalej na północny wschód, a wkrótce odgałęzia się od niej krótka grań z Bielską Kopą, oddzieloną Wyżnią Przełęczą pod Kopą. W grani głównej przed właściwym siodłem Przełęczy pod Kopą położona jest jeszcze Pośrednia Przełęcz pod Kopą i Mała Bielska Kopa.
Koperszadzki Zwornik wznosi się nad dwoma dolinami: Doliną Zadnich Koperszadów na północy i Doliną Białych Stawów na południowym wschodzie. W trawiasto-skalistych stokach opadających do Doliny Białych Stawów znajdują się niewysokie urwiska.
Na Koperszadzki Zwornik, podobnie jak na inne obiekty w Koperszadzkiej Grani, nie prowadzą żadne znakowane szlaki turystyczne. Najdogodniejsza droga dla taterników wiedzie na szczyt granią z Przełęczy pod Kopą.